# Súng lục Zig zag
Súng lục Zig Zag là súng lục hạt tiêu tiêu chuẩn.38 inch được in 3D công khai vào tháng 5 năm 2014. Nó được tạo ra từ một máy in 3D nhựa $ 500, tuy nhiên tên của máy in không được tiết lộ bởi người sáng tạo. Nó được tạo ra bởi một công dân Nhật Bản từ Kawasaki tên Yoshitomo Imura Anh ta bị bắt vào tháng 5 năm 2014 sau khi anh ấy đăng một đoạn video trực tuyến của mình bằng cách bắn một khẩu súng Zig Zag in 3D. Đây là thiết kế súng in 3D đầu tiên được biết đến từ Nhật Bản.
Nó chứa 6 viên đạn và có thể bắn viên đạn cỡ.38. Báng súng dựa trên Mauser C96 và thực tế là vũ khí bắn từ đuôi nòng súng được dựa trên Mateba Autorevolver.
Sau khi Imura bị bắt giữ, một khẩu súng gọi là Imura Revolver được thiết kế và in bởi các thành viên FOSSCAD và được đặt theo tên của Yoshitomo Imura.

## Tên
Người tạo ra đã quyết định gọi nó là Zig Zag, sau khi thùng được rót mẫu trên chiếc Mauser Zig-Zag.

## Lắp ráp
Theo tạp chí Wired "Imura lắp ráp khẩu súng lục từ các miếng nhựa in 3-D, một vài chốt kim loại, ốc vít và băng cao su, sau đó kiểm tra cháy với khoảng trống".

## Chu kỳ hoạt động
Để bắn, người điều khiển sẽ nạp đạn vào nòng súng, và gắn nòng súng vào phần còn lại của vũ khí. Sau khi gắn lại, người vận hành kéo ngược thanh trượt lại nơi chốt được gắn vào, kéo cò để thả thanh trượt vào vòng, bắn vũ khí.